# Antonio Ponte Anido
Antonio Ponte Anido (La Coruña, 1920-Krasni Bor, 1943) fue un soldado español que luchó en la guerra civil española por el bando sublevado y en la Segunda Guerra Mundial en el frente oriental como cabo de la 3.ª Compañía de Zapadores de la división azul.
Falleció el 10 de febrero de 1943 durante la batalla de Krasni Bor, debido a que utilizó una mina para suicidarse contra un tanque soviético T-34 que se dirigía hacia un improvisado hospital de campaña español, salvando la vida de los allá presentes y recibiendo el 17 de febrero de 1944 la Cruz Laureada de San Fernando.

## Biografía

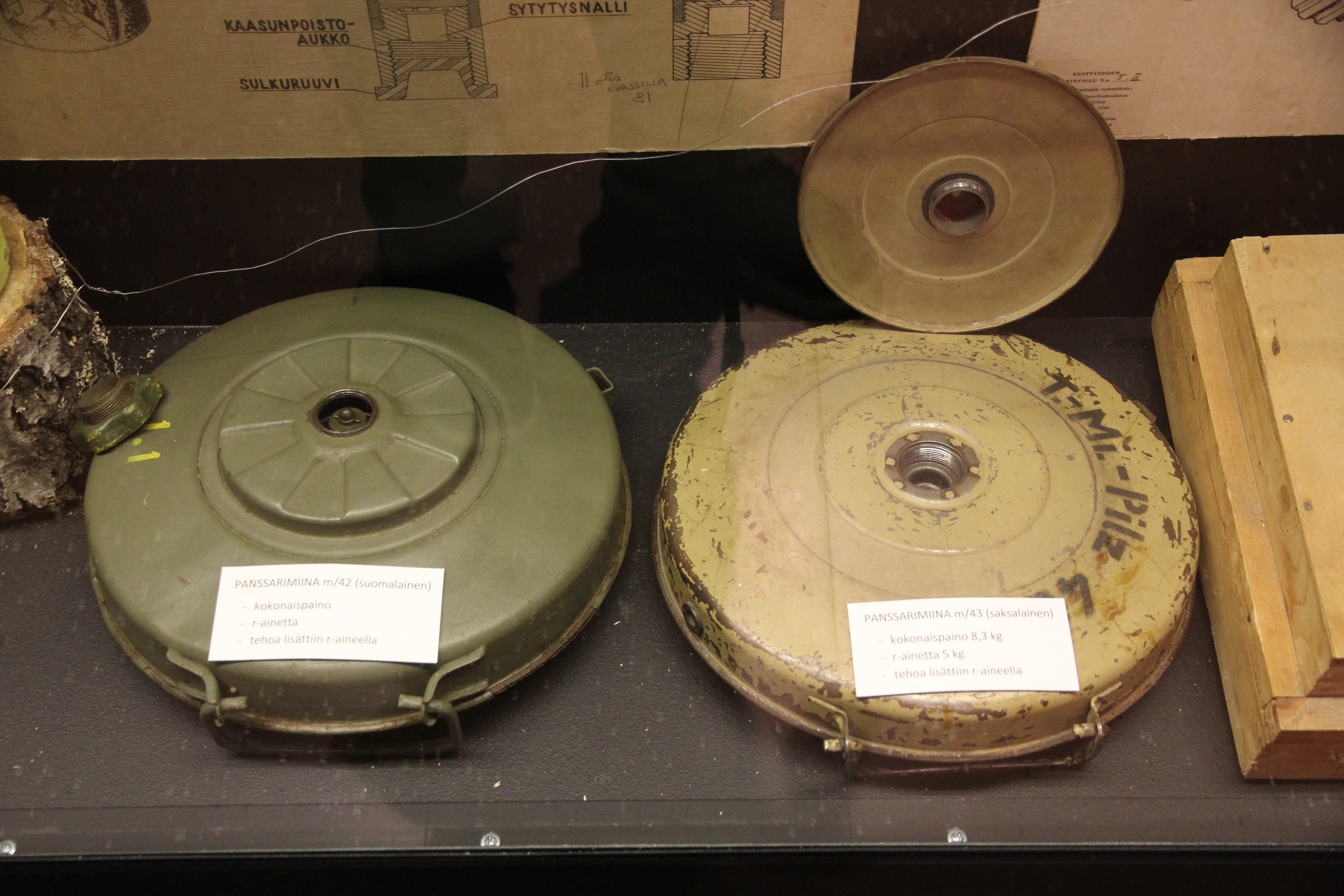
Minas Tellermine 42, modelo que acabó con su vida

Antonio nació en La Coruña, España, en 1920. Sus padres fueron José María Ponte Rodríguez, quien ejerció como sargento de infantería y participó en la guerra de África y Francisca Anido Dapena. El 20 de octubre de 1938, cuando recién había cumplido 18 años, se alistó como voluntario en la Guerra Civil, también participó en la liberación de Cataluña. Al final de la guerra fue herido en combate.
En 1942, mientras estaba en la guarnición de Lugo cumpliendo el servicio militar obligatorio, se alistó a la División Azul. El 10 de febrero de 1943, mientras defendía una posición durante la batalla de Krasni Bor, Antonio vio cómo un tanque T-34 del ejército soviético se aproximaba hacia una posición española que estaba siendo usada como hospital de campaña, a lo cual decidió colocar una mina Tellermine 42 (conocida como T.Mi.42 o M-42) que llevaba en su macuto en las orugas del tanque y la rueda de tracción, aún cuando había recibido disparos. Posteriormente tira del cordel y se aparta del tanque que empezaba a incendiarse, sin embargo, acabó muriendo al poco después por las heridas recibidas. Se cree que murió a las tres y cuarto de la tarde.

## Reconocimiento
El 17 de febrero de 1944, recibió la Cruz Laureada de San Fernando por la labor en combate y salvar decenas de vidas de sus compañeros: «un magnífico rasgo de valor heroico y sublime abnegación». La medalla fue entregada a su madre, Francisca Anido Dapena, en 1944.
Además de una calle con su nombre en el barrio de Monte Alto, en La Coruña.